# Cell Biology International
Cell Biology International is een internationaal, aan collegiale toetsing onderworpen wetenschappelijk tijdschrift op het gebied van de celbiologie. De naam wordt in literatuurverwijzingen meestal afgekort tot Cell Biol. Int. Het wordt uitgegeven door Portland Press namens de International Federation for Cell Biology en verschijnt maandelijks. Het eerste nummer verscheen in 1977.